# Thaumasia argenteonotata
Thaumasia argenteonotata là một loài nhện trong họ Pisauridae.
Loài này thuộc chi Thaumasia. Thaumasia argenteonotata được Eugène Simon miêu tả năm 1898.